# FIBA Diamond Ball
Der FIBA Diamond Ball war ein von der FIBA ausgetragener Basketball-Wettbewerb für Nationalmannschaften. Die Turniere fanden im Vierjahresrhythmus im gleichen Jahr wie die Olympischen Spiele statt. Es diente den teilnehmenden Mannschaften als Vorbereitungsturnier und dem Ausrichter als Generalprobe.
Neben der gastgebenden Nation nahmen auch die amtierenden Kontinentalmeister sowie der aktuelle Weltmeister teil. Komplettiert wurde das Teilnehmerfeld von der ausrichtenden Nation der Olympischen Spiele. Ausgeschlossen von der Teilnahme waren die Mannschaften der Vereinigten Staaten, sofern sie amtierender Amerika-Meister sind.
Das Turnier fand trotz Austragung der olympischen Spiele in den Jahren 2012, 2016 und 2020 nicht mehr statt.

## Herren

### Bisherige Ergebnisse
| Jahr | Austragungsort | Gold                   | Silber      | Bronze              |
| ---- | -------------- | ---------------------- | ----------- | ------------------- |
| 2000 | Hongkong       | Australien             | Jugoslawien | Italien             |
| 2004 | Belgrad        | Serbien und Montenegro | Litauen     | Argentinien         |
| 2008 | Nanjing        | Argentinien            | Australien  | Volksrepublik China |

### Teilnehmende Mannschaften

#### 2000
- Angola
- Australien
- Kanada
- Volksrepublik China
- Italien
- Jugoslawien

#### 2004
- Angola
- Argentinien
- Australien
- Volksrepublik China
- Litauen
- Serbien und Montenegro

#### 2008
- Angola
- Argentinien
- Australien
- Volksrepublik China
- Iran
- Serbien

## Damen

### Bisherige Ergebnisse
| Jahr | Austragungsort | Gold               | Silber              | Bronze              |
| ---- | -------------- | ------------------ | ------------------- | ------------------- |
| 2004 | Heraklion      | Australien         | Volksrepublik China | Brasilien           |
| 2008 | Haining        | Vereinigte Staaten | Australien          | Volksrepublik China |

### Teilnehmende Mannschaften

#### 2004
- Australien
- Volksrepublik China
- Brasilien
- Griechenland
- Südkorea
- Nigeria

#### 2008
- Vereinigte Staaten
- Australien
- Volksrepublik China
- Lettland
- Russland
- Mali